# Akshay Venkatesh
Akshay Venkatesh (Nova Deli, 21 de novembro de 1981) é um matemático indiano-australiano, que trabalha com teoria dos números, teoria ergódica e formas automorfas.

## Vida
Venkatesh cresceu em Perth, Austrália. Em 1994 recebeu uma medalha de bronze na Olimpíada Internacional de Matemática. A partir de 1995 estudou matemática na Universidade da Austrália Ocidental (bacharelado em 1997). A partir de 1998 esteve na Universidade de Princeton, onde obteve um doutorado em 2002, orientado por Peter Sarnak (Limiting forms of the trace formula). No pós-doutorado foi C.L.E. Moore instructor no Instituto de Tecnologia de Massachusetts. A partir de foi professor associado do Instituto Courant de Ciências Matemáticas da Universidade de Nova Iorque, e a partir de 2008 professor da Universidade Stanford.
Recebeu o Prêmio Salem de 2007, o Prêmio SASTRA Ramanujan de 2008 e o Prêmio Ostrowski de 2017.
Foi palestrante convidado do Congresso Internacional de Matemáticos em Madrid (2006: Equidistribution, L-functions and ergodic theory: on some problems of Juri Linnik, com Philippe Michel) e em Hyderabad (2010: Statistics of number fields and function fields com Jordan S. Ellenberg).
Em 2018 foi palestrante convidado do Congresso Internacional de Matemáticos no Rio de Janeiro, onde recebeu em 1 de agosto a Medalha Fields.

## Publicações selecionadas
- com Michel: Equidistribution, L-functions and ergodic theory: on some problems of Yu. Linnik. International Congress of Mathematicians. Vol. II, 421–457, Eur. Math. Soc., Zürich, 2006.
- com Michel: The subconvexity problem for GL2. Publ. Math. Inst. Hautes Études Sci. No. 111 (2010), 171–271.
- Sparse equidistribution problems, period bounds and subconvexity. Ann. of Math. (2) 172 (2010), no. 2, 989–1094.